# Speedway (Indiana)
Speedway é uma cidade  localizada no estado americano de Indiana, no Condado de Marion. A cidade também é um enclave dentro da capital do estado, Indianápolis.

## Demografia
Segundo o censo americano de 2000, a sua população era de 12.881 habitantes.
Em 2006, foi estimada uma população de 12.416, um decréscimo de 465 (-3.6%).

## Geografia
De acordo com o United States Census Bureau tem uma área de
12,3 km², dos quais 12,3 km² cobertos por terra e 0,0 km² cobertos por água.

## Localidades na vizinhança
O diagrama seguinte representa as localidades num raio de 12 km ao redor de Speedway.